# 米脂県
米脂県（べいし-けん）は中華人民共和国陝西省楡林市に位置する県。

## 歴史
米脂県の古称は銀州であり563年（保定3年）、北周により初めて設置された。607年（大業3年）、隋朝は州制を廃止雕陰郡を設置している。628年（貞観2年）、唐朝は雕陰郡を廃止し銀州に復すと共に銀川郡を設置しその管轄に置き、五代十国時代には定難軍が銀州を管轄した。
北宋になると銀州は西夏の統治を受け、米脂地区には畢家寨が設置され、後に米脂寨と改称された。1081年（元豊4年）、宋軍が銀州の支配権を奪還すると米脂城が設置され、1226年（正大3年）、金朝により米脂県が設置されて以降、明末の1643年（崇禎16年）に西安に李自成が順朝を成立させ、天保県と改称され延安府に属した一時期以外、清末まで綏徳州の管轄とされた。
中華民国が成立すると、1913年に米脂県は楡林道、後に第一督察区の管轄とされた。日中戦争の時期には中国共産党の実効支配を受け、1937年7月に陝甘寧辺区綏徳専区の管轄に置かれ、中華人民共和国成立後は1956年9月に楡林専区に移管された。1958年12月、佳県と一時統合されたが1961年9月に分割され現在の行政区画が確立している。
1979年に楡林専区は楡林地区に改称、1999年12月5日に楡林地区の廃止と地級市としての楡林市の成立と共にその管轄下に置かれ現在に至っている。

## 行政区画
- 街道:銀州街道
- 鎮:桃鎮、竜鎮、楊家溝鎮、杜家石溝鎮、沙家店鎮、印斗鎮、郭興荘鎮、城郊鎮

## 観光地
- 李自成行宮

## ゆかりの人物
- 李自成
- 張梅 - 林彪の2人目の妻